# Moktar Ould Daddah
Moktar Ould Daddah (25. december 1924 – 14. oktober 2003) var Mauretaniens præsident 1960-78.
1. ↑  Navnet er anført på engelsk og stammer fra Wikidata hvor navnet endnu ikke findes på dansk.